# 1991年5月逝世人物列表
1991年逝世人物列表：1月 - 2月 - 3月 - 4月 - 5月 - 6月 - 7月 - 8月 - 9月 - 10月 - 11月 - 12月
1991年5月逝世人物列表，是用於匯總1991年5月期間逝世人物的列表。

## 依日期排序

### 1日
- 傑克·科普，77歲，南非作家。
- 查理斯·薩瑟蘭·愛爾頓，91歲，英國動物學家。[1]
- 弗蘭克·N·伊卡德，78歲，美國政治家，美國眾議院議員（1951-1961）[2]
- 瑪麗·麥卡利斯特，82歲，美國默片女演員。[3]
- 切薩雷·梅爾扎戈拉，92歲，義大利政治家，代理總統（1964年）。
- 理查·索普，95歲，美國電影導演。[4]

### 2日
- 理查德·思雷爾克德·考克斯，92歲，美國物理學家。[5]
- 羅伯特·埃爾特，92歲，盧森堡足球運動員。[6]
- 蘇珊·法斯賓達，32歲，英國歌手，自殺。
- 延斯·豪格蘭，81歲，挪威政治家。
- 查理斯·考夫曼，86歲，美國編劇[7]
- 艾比·克勞福德·米爾頓，110歲，美國婦女參政論者和超級百歲老人。

### 3日
- 哈裡·吉布森，75歲，美國音樂家，心力衰竭。
- 特魯斯·克拉普維克，87歲，荷蘭奧運會游泳運動員（1924年，1928年）。[8]
- 耶日·科辛斯基，57歲，波蘭裔美國小說家[9]
- 弗蘭克·莉雅，55歲，美國棒球運動員，心臟病發作。[10]
- 君特·諾阿克，78歲，德國花樣滑冰運動員。
- 約蘭德·普朗克，82歲，法國奧運短跑運動員（1928年）。[11]
- 卡洛斯·瑪律克斯·斯特林，92歲，古巴政治家。
- 瑪格麗特·塔利切特，77歲，美國女演員[12]

### 4日
- 鄧尼斯·克羅斯比，56歲，美國演員和歌手，賓·克羅斯比的兒子，槍擊自殺。
- 小喬治·T·德拉科特，96歲，美國雜誌出版商。
- 路易吉·法切利，92歲，義大利跨欄運動員和奧運選手。[13]
- 穆罕默德·卡達，61歲，阿爾及利亞藝術家[14]
- 錢德拉瓦丹·梅塔，90歲，印度劇作家和作家。
- 孙晓村，84歲，中國政治家。
- 穆罕默德·阿卜杜勒·瓦哈卜，89歲，埃及歌手[15]
- 伯尼·溫特斯，60歲，英國喜劇演員，胃癌。

### 5日
- 羅爾夫·佈雷默，64歲，德國政治家。
- 海姆·格羅斯，89歲，奧地利裔美國雕塑家和教育家[16]
- 赫爾曼·科普夫，89歲，德國政治家。
- 吉米·萊爾，57歲，美國刀匠。[17]
- 魯內·林德布拉德，67歲，瑞典作曲家。[18]
- 理查·A·蒂格，67歲，美國汽車設計師。
- 亞瑟·特魯多，88歲，美國陸軍中將。

### 6日
- 邁赫達德·阿維斯塔，60歲，伊朗詩人
- 維爾吉爾·卡洛特斯庫，63歲，羅馬尼亞電影導演。
- 湯瑪斯·A·卡林，62歲，美國演員[19]
- 康斯坦丁諾斯·恩戈爾福普洛斯，79歲，希臘海軍軍官。
- 威爾弗裡德·海德-懷特，87歲，英國演員[20]
- 圭多·瑪蒂娜，85歲，義大利漫畫作家。
- 恰奇·穆林斯，21歲，美式橄欖球運動員[21]

### 7日
- 漢斯·本德，84歲，德國超心理學家。[22]
- 呂西安·杜肯，90歲，法國奧運亞軍（1920年、1924年、1928年）。[23]
- 葛蘭·伊格爾斯頓，70歲，美國飛行王牌。
- 弗雷德·埃根，84歲，美國人類學家。[24]
- 比爾·麥克佩克，64歲，美式橄欖球運動員[25]
- 亞歷山大·普里高津，78歲，俄羅斯礦物學家和鳥類學家。
- 沃爾夫岡·賴希曼，59歲，德國演員[26]
- 伊什特萬·佐爾特，69歲，匈牙利足球裁判。

### 8日
- 愛德華·G·布林，82歲，美國政治家，美國眾議院議員（1949-1951）。[27]
- 拉尔夫·布雷耶，87歲，美國男子游泳運動員。[28]
- 羅尼·布羅迪，72歲，英國演員。
- 約瑟夫·克拉姆，83歲，美國劇作家。
- 希爾達·克魯格，78歲，德國女演員。
- 吉恩·朗格萊，84歲，法國作曲家。[29]
- 羅納德·麥基，81歲，澳大利亞小說家，腎臟疾病。
- 米蕾·派瑞，87歲，法國舞台和電影女演員。[30]
- 蜜雪兒·羅比達，81歲，法國作家。[31]
- 魯道夫·塞爾金，88歲，奧地利裔美國鋼琴家[32]
- 塞德里克·塔利斯，76歲，美國棒球主管[33]
- 阿倫·托馬斯，65歲，威爾士橄欖球運動員。
- 弗里德琳德·瓦格納，73歲，德國歌劇導演。[34]

### 9日
- 陈学恂
- 揚卡·迪亞吉列娃，24歲，俄羅斯詩人和創作歌手，自殺。
- 查理斯·福克斯，69-70歲，英國爵士樂評論家。[35]
- 弗利普·基格斯特拉，76歲，荷蘭奧運帆船運動員（1948年，1952年）。[36]
- 迈西·伊什特万，29歲，匈牙利奧運會舉重運動員（1988年）[37]
- 羅斯·斯托里，71歲，澳大利亞政治家。[38]

### 10日
- 巴拉萨·贝拉，63歲，匈牙利經濟學家。[39]
- 托馬斯·萊瑟，80歲，澳大利亞板球運動員。[40]
- 格奥尔格·施特罗布尔，81歲，德國冰球運動員和奧運獎牌得主。[41]
- 泰蘇提斯·齊卡拉斯，68歲，立陶宛-澳大利亞雕塑家。[42]

### 11日
- 许锬，62歲，朝鮮政治家。[43]
- 迪諾·迪·盧卡，88歲，義大利演員。[44]
- 尤素夫·哈圖尼奇，40歲，南斯拉夫足球運動員。[45]
- 弗里德里希·伊薩克，75歲，愛沙尼亞標槍運動員和記者。

### 12日
- 丹尼·小熊，53歲，美國職業摔跤手，肝癌。
- 利蘭·希克曼，56歲，美國詩人[46]
- 丹尼·金，81歲，澳大利亞博物學家，環保主義者和畫家[47]
- 康斯坦丁·索科爾斯基，86歲，拉脫維亞歌手。

### 13日
- 阿布德-拉赫曼·法雷斯，80歲，阿爾及利亞政治家。
- 哈爾·格雷格，69歲，美國棒球運動員。[48]
- 麥道高，86歲，香港輔政司，
- 迪莉婭·帕羅迪，78歲，阿根廷政治家。
- 卡爾·韋恩里奇，86歲，美國管風琴家。[49]

### 14日
- 詹皮耶羅·阿爾貝蒂尼，63歲，意大利演員[50]
- 喬伊·巴徹勒，77歲，英國動畫師。[51]
- 阿吉哈南達·巴拉蒂，68歲，美國印度教僧侶和人類學家[52]
- 奧馬爾·伯勒森，85歲，美國政治家，美國眾議院議員[53]
- 盖赖维奇·奥洛达尔，81歲，匈牙利奧運擊劍運動員[54]
- 江青，77歲，中國女演員和政治家，毛澤東遺孀[55]
- 何塞·瑪麗亞·羅德羅，68歲，西班牙演員[56]
- 弗蘭克·薩努奇，90歲，阿根廷裔美國作曲家。

### 15日
- 安倍晋太郎，67歲，日本政治家[57]
- 里諾·布朗，70歲，美國女演員
- 阿馬杜·漢帕特·巴，90-91歲，馬里作家和民族學家。
- 安德烈斯·弗洛爾，34歲，德國數學家
- 肯·鐘斯，88歲，美國棒球運動員。[58]
- 羅納德·萊西，55歲，英國演員[59]
- 卡林迪·查蘭·帕尼格拉希，89 歲，印度作家。
- 弗里茨·里斯，68歲，德國賽車手。
- 艾德·威爾，88歲，美國橄欖球運動員。[60]
- 伊桑·於傑，62歲，土耳其演員。
- 武卡欣·索斯科恰寧，32歲，南斯拉夫軍事指揮官

### 16日
- 拉夫·珀斯福，84歲，美國罪犯。
- 赫伯特·舍費爾，63歲，德國足球運動員。[61]
- 威廉·雅各布·維瑟，76歲，荷蘭語言學家。[62]
- 奧斯瑪律·懷特，82歲，澳大利亞記者。

### 17日
- 讓·查爾斯·斯諾伊和多普爾斯，83歲，比利時外交官。
- 莫里·鄧斯坦，62歲，澳大利亞足球運動員。
- 歌德·格雷博，69歲，瑞典演員。[63]
- 乔治·伊夫林·哈钦森，88歲，英國生態學家。[64]
- 赫爾曼·卡爾卡，83歲，丹麥生物化學家。[65]
- 哈里·雷，76歲，英國學者。
- 羅斯·薩默維爾，88歲，加拿大高爾夫球手。
- 湯姆·特拉納，53歲，瑞典拉力賽車手[66]
- 伊爾莎·特勞茨霍爾德，85歲，德國女演員。[67]

### 18日
- 格德·阿赫格里斯，82歲，德國飛行員。[68]
- 埃德溫娜·布斯，86歲，美國女演員。[69]
- 穆里爾·博克斯，85歲，英國編劇和導演。[70]
- 尼古拉斯·埃爾科，81歲，美國天主教主教。[71]
- 利茲·弗里德曼，81歲，奧地利蘇聯間諜。
- 岡納爾·約翰遜，85歲，瑞典作曲家。
- 魯道夫·尼爾利希，25歲，奧地利滑雪運動員[72]
- 吉米·湯姆森，64歲，加拿大冰球運動員[73]
- 黄文欢，85-86歲，越南政治家。

### 19日
- 加比諾·阿雷吉，76歲，阿根廷足球運動員。[74]
- 劳埃德·巴特勒，66歲，美國奧運賽艇運動員（1948年）。[75]
- 奧迪亞·科茨，49歲，美國歌手，乳腺癌。
- 羅伊斯·古德布里德，83歲，美式足球運動員。[76]
- 維姆·拉肯伯格，70歲，荷蘭足球運動員。[77]
- 馬里奧·潘澤里，79歲，義大利作曲家。
- 格雷格·賴斯，75歲，美國長跑運動員，中風。
- 涅希梅丁·扎米米，75歲，阿爾巴尼亞藝術家。

### 20日
- 米爾科·班比奇，86歲，義大利藝術家。
- 比爾錢比恩，69歲，美國賽車手。[78]
- 茲齊斯瓦夫·科斯特熱瓦，35歲，波蘭足球運動員。
- 約瑟夫·J·馬拉齊蒂，78歲，美國政治家，美國眾議院議員（1973-1975）。[79]
- 彼特·魯內爾斯，63歲，美國棒球運動員[80]

### 21日
- 伊安·卡里亞努，41歲，羅馬尼亞歷史學家和哲學家[81]
- 尼古拉斯·但丁，49歲，美國舞蹈家和作家[82]
- 拉吉夫·甘地，46歲，印度政治家，總理[83]
- 朱利安·奧爾邦，65歲，古巴作曲家[84]

### 22日
- 利諾·布洛卡，52歲，菲律賓電影導演[85]
- 什裡帕德·阿姆里特·丹格，91歲，印度政治家。[86]
- 瓦倫丁·伊雷蒙格，73歲，愛爾蘭外交官和詩人。.[87]
- 德里克·亨利·莱默，86歲，美國數學家。[88]
- 雅各·米爾曼，79-80歲，烏克蘭裔美國電氣工程師。[89]
- 斯坦·莫滕森，69歲，英格蘭足球運動員。[90]
- 斯坦·理查茲，59-60歲，美國體育節目主持人。
- 厄尼·羅賓遜，83歲，英格蘭足球運動員。[91]

### 23日
- 陈锦清
- 曼寧·克拉克，76歲，澳大利亞歷史學家。[92]
- 亨利·道班·德·西爾胡埃特，90歲，英國標槍運動員和奧運選手。[93]
- 戴维·H·弗里施，73歲，美國核物理學家。[94]
- 威廉·肯普夫，95歲，德國鋼琴家。[95]
- 勒內·勒費弗爾，93歲，法國演員。[96]
- 弗萊徹·馬克爾，70歲，加拿大電影製片人[97]
- 凱末爾·薩特爾，80歲，土耳其政治家。
- 讓·範豪特，84歲，比利時政治家，首相（1952-1954）。

### 24日
- 約翰·安德頓，61歲，南非奧運短跑運動員（1952年）。[98]
- 莫·巴塞特，60歲，美式橄欖球運動員。
- 吉恩·克拉克，46歲，美國創作歌手[99]
- 帕特·斯坎特勒布，73歲，巴拿馬裔美國棒球運動員。[100]
- 尤奧薩斯·烏德拉斯，66歲，立陶宛奧運會擊劍運動員（1952年，1956年）。[101]

### 25日
- 洛恩·麥克萊恩·坎貝爾，88歲，蘇格蘭軍官。
- 艾迪·富勒頓，56歲，愛爾蘭政治家[102]
- 貢納爾·約翰森，85歲，丹麥裔美國鋼琴家[103]
- 道格·諾特，79歲，美式橄欖球運動員。[104]

### 26日
- 亞歷山大·本科，66歲，南斯拉夫足球運動員。[105]
- 何塞·卡瓦列羅，75歲，西班牙畫家。[106]
- 多麗絲·M·柯蒂斯，77歲，美國地質學家。[107]
- 克勞丹·杜普伊，67歲，法國女演員。[108]
- 湯姆·艾恩，50歲，美國劇作家和作詞家[109]
- 蒂姆·蘭德斯，80歲，愛爾蘭足球運動員。
- 歐仁·盧里埃，88歲，法國電影製片人[110]
- 大澤喜三郎，80-81歲，日本合氣道老師。
- 約翰·普萊斯，71歲，美國競技水手和奧運會銀牌得主。[111]
- 威爾弗裡德·羅伯茨，90歲，英國政治家。
- 尼克·瓦尼，88歲，加拿大冰球運動員。
- 哈伊盧·伊梅努，衣索比亞政治家

### 27日
- 艾德·杜德，88歲，美國漫畫家[112]
- 埃裡克·赫弗，69歲，英國政治家。[113]
- 赫爾曼·斯特魯夫·亨塞爾，89歲，美國律師[114]
- 利奧波德·諾瓦克，86歲，奧地利音樂學家。[115]

### 28日
- 羅伊·庫倫拜恩，77歲，美國棒球運動員[116]
- 加頓·霍恩，90歲，澳大利亞網球運動員。
- 維克多·A·邁爾斯，93歲，美國政治家和音樂家。[117]
- 埃塞爾·L·佩恩，79歲，美國記者、編輯和駐外記者。[118]
- 沃爾特·斯坦鮑爾，45歲，德國雪橇運動員和奧運獎牌得主。[119]

### 29日
- 瑪格麗特·巴爾，86歲，澳大利亞編舞家。
- 彼得·貝茨，61歲，德國奧運賽艇運動員（1952年）。[120]
- 卡罗尔·布朗，77歲，澳大利亞裔美國女演員[121]
- 安德魯·門薩羅斯，69歲，澳大利亞政治家。
- 約翰·特羅諾隆，80歲，美國黑幫
- 沃爾斯頓男爵亨利·沃爾斯頓，78歲，英國政治家。

### 30日
- 埃德加·博登海默，83歲，德裔美國作家和法學教授。[122]
- 馬諾洛·戈麥斯·布爾，74歲，西班牙演員。[123]
- 烏瑪·尚卡爾·迪克希特，90歲，印度政治家。
- 沃爾特·德克斯，90歲，德國神學家。[124]
- 羅蘭·V·利博娜蒂，93歲，美國政治家，美國眾議院議員（1957-1965）。[125]
- 吉姆·馬格努森，44歲，美國棒球運動員[126]
- 尤金·奧伯斯特，89歲，美式橄欖球運動員、標槍運動員和奧運獎牌得主。[127]
- 拉斐特‧普爾，71歲，美國坦克指揮官。
- 菲利普·博纳契奇，80歲，克羅地亞水球運動員

### 31日
- 魯本斯·若蘇埃·達科斯塔，62歲，巴西足球運動員。
- 羅納德·加維，87歲，英國殖民地行政長官。
- 馬格努斯·赫斯騰司，85歲，美國數學家。
- 伊恩·米爾納，79歲，紐西蘭政治學家，涉嫌克格勃間諜。[128]
- 羅伯特·施拉普，91歲，英國物理學家。[129]
- 漢斯·施瓦茨，78歲，德國足球運動員。[130]
- 安格斯·威爾遜，77歲，英國小說家[131]
- 阿圖爾·沃茲尼克，77歲，波蘭足球運動員。
- 尤里·朱可夫，83歲，蘇聯記者、公關人員和政治人物。